# Remigijus Kančys
Remigijus Kančys (geboren op 17 juli 1987) - Litouwse atleet gespecialiseerd in langeafstandslopen, deelnemer aan de Olympische Spelen van 2016. 

## Carrière
In 2012 won hij de halve marathon, terwijl hij in 2014 de volledige marathon won op de Marathon van Vilnius. Na deelname aan de Marathon van Berlijn kwalificeerde hij zich voor de Olympische Spelen in Rio de Janeiro. Op de marathon behaalde hij de 75e plaats en bereikte de tijd 2:21.10. Op de Wereldkampioenschappen 2017 in Londen in de marathon behaalde hij de 24e plaats. 